# Friedrich Rigler

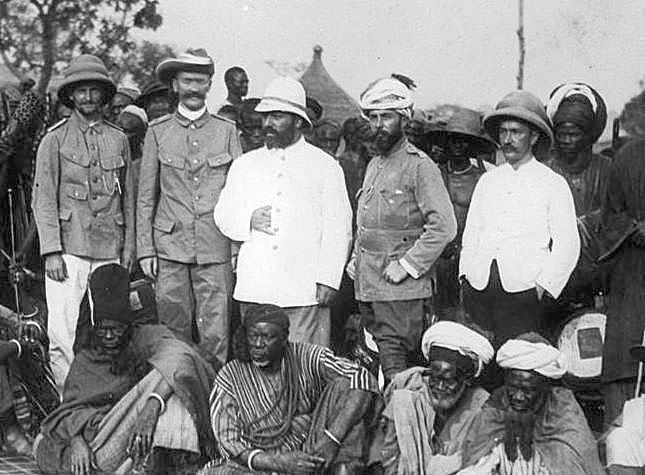
Peter Sebald identifiziert den linken Kolonialbeamten als Friedrich Rigler. Neben ihm v. l. n. r.: Adolf von Seefried, August Köhler, Valentin von Massow und Hermann Kersting. Die Afrikaner auf dem Bild bleiben wie so häufig in der kolonialen Geschichtsschreibung namenlos.

Friedrich Johann Alexander Rigler (* 14. Juli 1864 in Dunajiwzi (nach anderen Angaben in der Villa St. Marino bei Chotyn); † 13. März 1930 in Altona-Hochkamp) war ein deutscher Kolonialbeamter, Kaufmann und promovierter Germanist, der zunächst in Deutsch-Togo und später in Kamerun stationiert war. Danach wurde er Fabrikbesitzer in Hamburg.

## Familie und Jugend
Friedrich Rigler war der Sohn des Gutsbesitzers Alexander Rigler und dessen Ehefrau Johanna geborene Bornemann. Alexander Rigler war seit 1863 preußischer Vizekonsul in Odessa. 1869 wurde er zum Konsul des Norddeutschen Bundes, ab 1871 des Deutschen Reichs, im damals russischen Akkierman ernannt. Er war zuständig für die russischen Gouvernemente Podolien, Wolhynien, Bessarabien, Kiew und Tschernigow, trat jedoch 1877 von seinem Posten als Konsul zurück. Friedrich Rigler wuchs auf einem der Landsitze der Familie in Bessarabien, der Villa St. Marino bei Chotyn auf. Seine Schulausbildung erhielt er ab Oktober 1878 auf der Landesschule Pforta, die er regulär im Jahre 1885 abschloss. Er studierte Geographie, Geschichte, Staatsrecht und Nationalökonomie in Jena, Breslau und Göttingen, bevor er Verwalter eines weiteren Landgutes in der Bukowina wurde.
Friedrich Rigler hatte eine jüngere Schwester Marie Louise Gustava (1869–1947), die 1895 in Bötzow den Kaufmann Carl Edmund Paul Weber heiratete. Die Ehe wurde jedoch 1906 wieder geschieden.

## Kolonialbeamter in Togo und Kamerun
Zunächst trat Rigler dem Wachregiment und schließlich 1898 als Mitglied der Grenzkommission der deutschen Kolonialverwaltung bei. Die Kommission, geführt von Valentin von Massow, war für die Grenzregulation zwischen Sudan, Dahomey und Deutsch-Togo zuständig. Im selben Jahr am 21. Mai reiste Rigler von Hamburg aus mit dem Dampfschiff Carl Woermann der Woermann-Linie an die westafrikanischen Küste nach Lomé (Togo).
Der Heimaturlaub von Gaston Thierry 1899 beschleunigte Riglers Wechsel vom Assistenten in der Grenzkommission zum Stationschef in Sansanné-Mangu, etwa ein Jahr nach seiner Ankunft in Deutsch-Togo. Von dort aus führte er mindestens vier Militärexpeditionen: Nach Bapure gegen die Konkomba in der Regenzeit 1899, nach Bologu und Kantindi gegen die Moba Anfang 1900, gegen Tchore und Tjessidé in der Lamba-Region, und schließlich nach Yendi gegen die Dagomba im April/Mai 1900.
Nachdem er der Zerstörung von Archiven und gewalttätigen Misshandlung von Afrikanerinnen und Afrikanern beschuldigt worden war, wurde er im Juni 1901 von seiner Position abgesetzt. Der wissenschaftliche Berater der Abteilung für koloniale Angelegenheiten, Alexander von Danckelman, hielt nicht viel von Rigler und wollte dem Geographen keine wissenschaftliche Verantwortung bezüglich der Grenzverhandlungen mit den Briten geben. 1901 in Berlin, 1902 in Riesa und Freiburg sowie 1903 in Heidelberg hielt Rigler Reden in der deutschen Kolonialgesellschaft, alle mit dem Titel „Kriegs- und Friedensjahre im deutschen Sudan“.
1903 wurde Rigler nach Kamerun versetzt und zum Stationschef in Jabassi ernannt. Er reiste am 10. August 1903 von Hamburg aus mit dem Dampfschiff Alexandra Woermann nach Douala. Auch in Kamerun wurde ihm mangelnde Dienstführung vorgeworfen. Rigler verließ Kamerun im Juli 1905 auf Heimaturlaub. Er kehrt noch einmal im Januar 1906 nach Jabassi zurück.

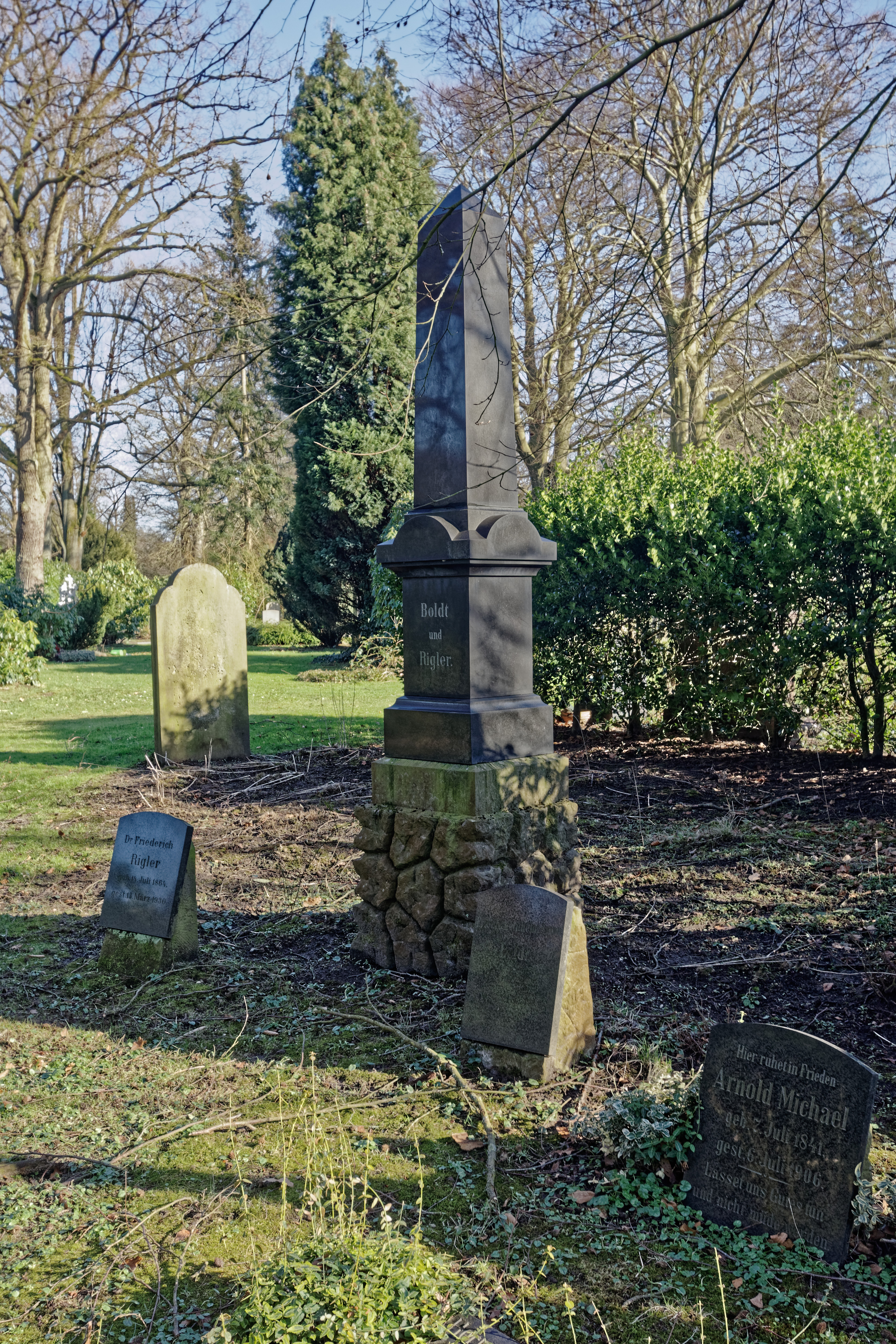
Grabensemble Boldt und Rigler auf dem Friedhof Ohlsdorf (links Grabstein für Dr. Fried(e)rich Rigler; Grabstätte 15-9-17 mit den Grablagen J10-129 bis 134).

## Unternehmer in Hamburg
Im Jahre 1908 heiratete Rigler in Hamburg die Fabrikbesitzerswitwe Martha Johanna Wilhelmine Boldt geborene Winter (1867–1954). Er wurde geschäftsführender Gesellschafter der 1874 gegründeten Hamburger Maschinenbaufabrik Boldt & Vogel, die bis etwa 1928 bestand. Riglers wohnten in Hamburg-Winterhude in der Villa Bellevue 49. Die 1874 gegründete Fabrik befand sich in der Kleinen Reichenstraße 3 und produzierte Brauerei- und Kellereimaschinen zum Reinigen, Befüllen, Verkorken und Etikettieren von Flaschen. Im Verzeichnis Kolonialdeutsche im In- und Ausland im Kolonialen Hand- und Adressbuch von 1926–1927 lautet der Eintrag über ihn: Rigler, Dr. Friedr., Fabrikbes. Hochkamp Bez. Hambg., Friedensstr. 8. [To.]. Rigler verstarb 1930 im Alter von 65 Jahren im Friedensweg 32 in Hochkamp, wo das Ehepaar auch zuletzt wohnte. Riglers Asche wurde auf dem Ohlsdorfer Friedhof auf einem Grabensemble der Familien Boldt und Rigler beigesetzt, das noch heute besichtigt werden kann (Stand März 2022).

## Sammlungsverbleib
106 Sammlungsobjekte Riglers aus Kamerun befinden sich im Linden-Museum in Stuttgart. Karl von Linden bat Felix von Luschan schon im Jahre 1901 um eine Einschätzung zu Riglers Togo-Sammlung. Er bekam damals zur Antwort: Die ganze R'sche Sammlung ist eben keine wissenschaftliche[,] sondern nichts weiter als eine brutale Anhäufung von brutal zusammengeraffter ,Beute’. Auch im Ethnologischen Museum in Berlin finden sich Sammlungsobjekte von Rigler.